# المحرم (الريدة)

'

تعديل مصدري - تعديل

المحرم هي إحدى قرى عزلة الريدة وقصيعر بمديرية الريدة وقصيعر التابعة لمحافظة حضرموت، بلغ تعداد سكانها 168 نسمة حسب تعداد اليمن لعام 2004.